# Psathyrometra
Psathyrometra is een geslacht van haarsterren uit de familie Zenometridae.

## Soorten
- Psathyrometra bigradata (Hartlaub, 1895)
- Psathyrometra congesta A.H. Clark, 1908
- Psathyrometra fragilis (A.H. Clark, 1907)